# Lodowe Wrótka
Lodowe Wrótka (słow. Ľadové vrátka) – przełęcz znajdująca się w górnej części Lodowej Grani w słowackiej części Tatr Wysokich. Siodło oddziela położoną na północnym zachodzie Małą Lodową Kopę (niższy wierzchołek Lodowej Kopy) od Wielkiego Lodowego Kopiniaka na południowym wschodzie.
Przełęcz tworzą trzy siodełka, pomiędzy którymi tkwią Lodowe Igły. Kolejno od Małej Lodowy Kopy w grani znajdują się:
- Zadnie Lodowe Wrótka (Zadné Ľadové vrátka) – najwyżej położone siodło,
- Zadnia Lodowa Igła (Zadná ľadová ihla) – tkwiąca nie w osi grani, ale nieco po stronie Doliny Pięciu Stawów Spiskich,
- Pośrednie Lodowe Wrótka (Prostredné Ľadové vrátka) – najszersze siodło,
- Skrajna Lodowa Igła (Predná ľadová ihla) – tkwiąca w samej grani,
- Skrajne Lodowe Wrótka (Predné Ľadové vrátka) – wąskie siodło tuż pod Wielkim Lodowym Kopiniakiem.

Do Dolinki Lodowej opada z przełęczy wybitny żleb.
Na Lodowe Wrótka nie prowadzi żaden szlak turystyczny. Dostęp dla taterników najdogodniejszy jest od strony Lodowego Karbu.
Pierwsze wejścia:
- letnie – Janusz Chmielowski, Károly Jordán, Jan Nowicki, przewodnicy Klemens Bachleda, Paul Spitzkopf i tragarz Stanisław Stopka, 14 sierpnia 1903 r., przy przejściu granią,
- zimowe – Valéria Kovárová, Edita Krenová, Manicová, Maňa Mičiková, Bárdoš i Alexander Huba, 19 kwietnia 1946 r., przy przejściu granią[2].